# さくらシンデレラ
さくらシンデレラ（Sakura Cinderella）は、日本の女性アイドルグループ。総合演出・プロデューサーはK-POP「少女時代」「SUPER JUNIOR（スーパージュニア）」「神話（シンファ）」など多くのトップスターを手がける振付師・アン・ヒョンソク。2018年ユニバーサルミュージックからメジャーデビュー。秋葉原アイドルステージ、新宿アイドルステージの専用劇場を2つ持ち、年間1,500ステージを公演。2023年に活動を終了した。

## 概要
2014年にデビュー。秋葉原アイドルステージ、新宿アイドルステージの専用劇場を2つ持つ。2016年は1,500回LIVE公演を実施。専用劇場外では六本木のニコファーレで定期公演・単独ライブを行う。現役アイドルとしては、最多の14回開催。
2016年4月5日にリリースした2ndシングル「未来プロローグ」は、同年4月10日までの売り上げでオリコン週間CDシングルランキング9位、タワーレコード全店の総合シングル週間チャートでは3位、また4月の月間売上ランキングでは5位を記録した。同年8月30日リリースの3rdシングル「夏恋クレシェンド」は、同年8月29日 - 9月4日までの全国推定売上32,024枚で、Billboardの週間セールスランキングで3位を記録している。1stシングル「さくらシンデレラ」から6thシングル「ほしがりガール」までの平均売上枚数は2万枚以上。
またアイドル以外の活動として2016年12月17日東海テレビドラマ「リテイク 時をかける想い」出演、2017年7月、5thシングル「さくらの木の下で」がTBS『オー!!マイ神様!!』エンディングテーマとして起用、同年10月10日TOKYO MX系列にて冠番組「さくらふぁみりあ」放送開始。2018年2月、6thシングル「ほしがりガール」がフジテレビ『全力！脱力タイムズ』のエンディングテーマとして起用と活躍。
2018年12月26日、ユニバーサルミュージックより「White Magic Love」でメジャーデビュー。Billbord週間順位10位、売上枚数8,647枚（2019年1月、テレビ朝日系列「musicるTV」エンディングテーマ）。2019年3月27日、ユニバーサルミュージックよりメジャー2ndシングル「さくらヒラヒラ」をリリース。Billbord週間順位7位、売上枚数12,852枚（2019年4月、テレビ朝日系列「お願い！ランキング 」 エンディングテーマ）。2019年9月25日、ユニバーサルミュージックよりメジャー3rdシングル「ハロウィンモンスター/刹那Twilight」をリリース。Billbord週間順位 6位、売上枚数20,178枚（2019年10月、テレビ朝日系列「musicるTV」オープニングテーマ）。2020年3月25日、ユニバーサルミュージックよりメジャー4thシングル「Day Dream/紫紺野牡丹」をリリース。Billbord週間順位 6位、売上枚数13,696枚（2020年6月、フジテレビ系音楽番組「Love music」エンディングテーマ）。
2019年11月21日からはYouTuberデビューを果たす。各メンバーが1週間に3回程度の頻度で新しい顔を披露する。体当たり企画やバラエティー企画、意外な特技を見せたり好評を得ている。
2023年10月31日、さくらシンデレラ・リトルシンデラのメンバー全員が卒業し、活動を終了した。

## メンバー
公式ウェブサイト参照

### さくらシンデレラ正規メンバー
| 名前        | よみ            | 誕生日   | 出身地   | 血液型 | 身長  | 愛称                 | 担当カラー | サイリウム | 備考       |
| ----------- | --------------- | -------- | -------- | ------ | ----- | -------------------- | ---------- | ---------- | ---------- |
| 桜瀬 もえ   | おうせ もえ     | 3月26日  | 神奈川県 | B      | 154cm | もえきゅん           | 赤         | 赤         |            |
| 夏生 のん   | なつき のん     | 7月22日  | 愛知県   | B      | 154cm | のんたん             | ピンク     | 薄ピンク×∞ |            |
| 渡辺 栞     | わたなべ しおり | 3月4日   | 埼玉県   | B      | 153cm | しおちゃん           | 黄         | 黄         |            |
| 藤咲 はな   | ふじさき はな   | 3月21日  | 長崎県   | B      | 155cm | はな、おはな         | 水色       | 水色       |            |
| 大嶋 ひかり | おおしま ひかり | 1月24日  | 高知県   | AB     | 150cm | ぴかみん、ひーちゃん | 緑         | 緑×緑      |            |
| 南 ララ     | みなみ らら     | 11月21日 | 東京都   | B      | 150cm | らら                 | ピンク     | ピンク×赤  |            |
| 水越 菜波   | みずこし ななみ | 6月19日  | 石川県   | B      | 152cm | ななみ               | オレンジ   | オレンジ   |            |
| 桃鈴 瑞季   | とうり みずき   | 2月22日  | 宮城県   | B      | 160cm | みずき               | 青         | 青         |            |
| 小林 れな   | こばやし れな   | 5月5日   | Belgium  | A      | 162cm | こばれな             | 紫         | 紫         | 特技穴掘り |

### リトルシンデレラ
| 名前        | よみ            | 誕生日   | 出身地   | 血液型 | 身長  | 愛称 | 担当カラー | サイリウム | 備考           |
| ----------- | --------------- | -------- | -------- | ------ | ----- | ---- | ---------- | ---------- | -------------- |
| 岸里 美優   | きしさと みゆう | 8月11日  | 愛知県   | A      | 157cm |      |            |            | 練習生         |
| 櫻庭 あさひ | さくらば あさひ | 12月23日 | 東北地方 | A      | 158cm |      | 白         |            | 元MILLE FLEURS |

## 略歴
2014年
- 3月、1期生8人で結成される[12]。結成当初の仮称は「チームA」[13]。
- 4月17日、本拠地、「名古屋アイドルステージ」がオープン。グループ名には名古屋のメインストリート「桜通り」にちなんで「さくら」という名前が取り入れられている[14]。
- 6月4日、「名古屋アイドルステージ」（のち「名古屋アイドルシアター」）にて初ステージ[15]。
- 6月21日、正式グループ名を「さくらシンデレラ」と発表[16]。
- 9月27日、名古屋駅の待ち合わせ場所として知られるナナちゃん人形前の特設ステージにて、初の「ナナちゃん人形前オフィシャル野外LIVE」を開催[8]。
- 10月1日、正式デビュー。公式Twitter開設[8]。
- 12月7日、さくらシンデレラの略称が、公式に「さデラ」に決定[17]。

2015年
- 2月14日、名古屋モード学園にて、「チョコレートパフェ」新衣装お披露目ライブを開催。衣装デザインは名古屋モード学園内の第1回さくらシンデレラ衣装コンペにより、約500作品の中から選ばれた、名古屋モード学園の学生・天野桃子[14]さんの衣装に決定。衣装作成は、名古屋モード学園の学生が行う。
- 5月13日、YouTubeチャンネル「さくらシンデレラCh.」の開設[8]。
- 5月27日、1stシングル「さくらシンデレラ」リリース[8]。
- 7月16日、名古屋モード学園にて、「夏恋クレシェンド」新衣装お披露目ライブを開催。衣装デザインは名古屋モード学園内の第2回さくらシンデレラ衣装コンペにより、約500作品の中から選ばれた、名古屋モード学園の学生・岡部真奈[14]さんの衣装に決定。衣装作成は、名古屋モード学園の学生が行う。
- 9月26日、Electric Lady Landにて、1周年記念ライブ「Cinderella Story 1 未来へのプロローグ 〜1st Anniversary〜」を開催。結成から1年足らずで、1012人を動員した[18][19]。
- 12月30日、2ndワンマンライブを開催。2016年8月16日にZepp NAGOYAにてワンマンライブを開催することを発表する[8]。

2016年
- 2月3日、通算1500回公演達成[8]。
- 4月1日、名古屋城にて、アイドルとしては異例のライブを開催[8]。
- 4月5日、2ndシングル「未来プロローグ」リリース。オリコンデイリー2位、週間9位。販売枚数16,500枚[8]。オリコン週間ランキングにてCD1万枚以上を越えて日本ご当地アイドル活性協会より『ご当地アイドル殿堂入り』認定[20]。
- 4月30日、東京・新宿東口のドン・キホーテ5階に拠点となる「新宿アイドルステージ」をオープン。[21][22][23][24]。
- 5月28日、東京・六本木・全面LEDのホールニコファーレにて第1回ワンマンライブを開催。ニコファーレでの定期ライブがスタートする[8]。
- 8月5日、TOKYO IDOL FESTIVAL2016に出演。初出場で、Dream Stageのトリを飾る[8]。
- 8月16日、Zepp NAGOYAにて3rdワンマンライブを開催。1523人を動員。2017年3月25日にZepp NAGOYAにてワンマンライブの開催を発表[25]。
- 8月30日、3rdシングル「夏恋クレシェンド」リリース。ビルボード週間ランキング3位。販売枚数33,179枚[8]。
- 9月5日、運営ブログにて「夏恋クレシェンド」の売上がオリコンにほとんど反映されておらず遺憾の意を示す。これ以降の作品はオリコンでのCD売上に反映されておらず（全てランク外）、運営がオリコンの集計に協力しなかったか、オリコンが運営ブログの内容に反発し集計から除外したかは不明。[26]
- 11月19日、3つめの劇場を東京・秋葉原に『秋葉原アイドルステージ』としてオープン。新宿にある『東京アイドルステージ』を『新宿アイドルステージ』に改名[8]。

2017年
- 1月10日、4thシングル「ぐるぐるワンワン」リリース。ビルボード週間ランキング7位。販売枚数16,905枚。振付はパパイヤ鈴木[8]。
- 2月14日、結成836日目に、東京・中野サンプラザにてバレンタイン♡ワンマンライブを開催[8]。
- 3月25日、東京・中野サンプラザのライブからわずか約40日で、Zepp NAGOYAにてワンマンライブ開催[8]。
- 5月30日、5thシングル「さくらの木の下で」リリース。ビルボード週間ランキング9位。販売枚数14,038枚。C/W「千年桜」振付はパパイヤ鈴木[8]。
- 8月26日、8月27日に横浜アリーナで開催された@JAM EXPO 2017に初出演[27]。
- 10月10日、冠番組「さくらふぁみりあ」（TOKYO MX）放送開始[8]。
- 10月20日、Music B.B.（TOKYO MXなど）にてレギュラーコーナーを持つ[7]。
- 12月24日、ニコファーレにてワンマンライブ[7]。

2018年
- 3月13日、6thシングル「ほしがりガール／再会は突然に」リリース。ビルボード週間ランキング7位。販売枚数29,930枚[7]。
- 3月25日、4U、150、24o'clockの3つの姉妹グループの同時結成を発表[7]。
- 5月27日、ニコファーレにてワンマンライブ。12回目のニコファーレでのワンマンライブとなり、現役アイドルとしては最多開催となる[7]。
- 8月12日、ニコファーレにてワンマンライブ[7]。
- 9月30日、ニコファーレにてワンマンライブ[7]。
- 10月1日、1stアルバム「Ring」リリース[7]。
- 12月26日、ユニバーサルミュージックジャパンから「White Magic Love」でメジャーデビュー。ビルボード週間ランキング10位。同日姉妹グループ24o'clockも「Crazy Game」でメジャーデビュー[2]。

2019年
- 1月4日・5日、韓国のソウル「HONGDAE, ROLLING HALL」にて初の海外公演。最終日は立ち見がでるほどの集客をし、成功を収める[2]。
- 3月27日、メジャー2ndシングル「さくらヒラヒラ」をリリース。販売枚数12,852枚[2]。
- 8月20日、FLASH誌面に桜瀬もえ・夏生のん・双葉みきなのグラビアが掲載[2]。
- 9月25日、メジャー3rdシングル「ハロウィンモンスター」をリリース。販売枚数20,178枚。振付はDA PUMPのTOMO[2]。
- 10月13日、新宿BLAZEにてデビュー5周年記念のワンマンライブを開催[2]。
- 12月22日、池袋harevutaiにて「SJE音楽祭」と「さくらシンデレラ Xmasライブ」を開催[2]。

2020年
- 3月25日、メジャー4thシングル「DAY DREAM / 紫紺野牡丹」をリリース（両A面）。振付は韓国No. 1振付師アン・ヒョンソク[2]。
- 7月26日、YouTuberてんちむとのコラボレーション動画を公式YouTubeチャンネル「さくらシンデレラチャンネル」にアップ[2]。

2021年
- 2月、名古屋アイドルシアターが閉業。

2022年
- 6月18日、桃鈴瑞季が正規メンバーに昇格した[28]。

2023年
- 2月27日、橋本りまが正規メンバーに昇格した[29]。5月9日、活動終了[30]。
- 3月9日、小林れなが練習生からリトルシンデレラに昇格した。6月24日、正規メンバーに昇格した[31]。
- 5月16日、美和花樺が卒業した[32]。
- 7月9日、岸里美優が練習生としてお披露目した[33]。
- 7月29日、MILLE FLEURSの櫻庭あさひがリトルシンデレラとして再スタートした[34]。
- 10月31日、さくらシンデレラ卒業公演が秋葉原アイドルステージにて開演され、メンバー全員が卒業した[9]。

2024年
- 2月17日、桜瀬もえが、運営から枕営業を、卒業した元メンバーを含め全員に強要されていたこと、残っていた全員がこれに反発して卒業を決めた事を告白[35]。

## 作品

### シングル
|     | 枚   | 発売日         | タイトル                          | カップリング        | 販売形態     | レーベル                 | 商品コード      | Billbord週間順位 | オリコン週間順位                  | 販売枚数 | 備考 |
|     |      | インディーズ   | インディーズ                      | インディーズ        | インディーズ | インディーズ             |                 |                  |                                   |          | |
| --- | ---- | -------------- | --------------------------------- | ------------------- | ------------ | ------------------------ | --------------- | ---------------- | --------------------------------- | -------- | --- |
|     | 1st  | 2015年5月27日  | さくらシンデレラ                  | 戦国桜絵巻          | CD           | Fantastic Music          | FMSC-0001       | -                | -                                 |          | |
|     | 2nd  | 2016年4月5日   | 未来プロローグ                    | デラスキ!           | CD           | Fantastic Music          | FMSC-0002～0004 | 8位              | 9位                               | 16,500枚 | |
|     | 3rd  | 2016年8月30日  | 夏恋クレシェンド                  | Marvelous Rain      | CD           | フォースミュージック     | FMSC-0005～0013 | 3位              | 19位（通常盤） 35位（会場限定盤） | 33,179枚 | |
|     | 4th  | 2017年1月10日  | ぐるぐるワンワン                  | きらめきダイアリー  | CD           | Fantastic Music          | FMSC-0014～0020 | 7位              | -                                 | 16,905枚 | 作詞作曲：mitsuyuki miyake（mihimaru GT） アパホテル社長mv出演                                                                  |
|     | 5th  | 2017年5月30日  | さくらの木の下で                  | 千年桜 名前のない花 | CD           | Fantastic Music          | FMSC-0021～30   | 9位              | -                                 | 14,038枚 | 2017年7月、TBS『オー!!マイ神様!!』エンディングテーマ、ジャケット写真は、写真家ハセオによる撮影。                                |
|     | 6th  | 2018年3月13日  | ほしがりガール／再会は突然に      | -                   | CD／配信     | Fantastic Music          | FMSC-0031～40   | 7位              | -                                 | 29,930枚 | 「ほしがりガール」：2018年2月、フジテレビ『全力！脱力タイムズ』のエンディングテーマ、ジャケット写真は、写真家ハセオによる撮影。 |
|     |      | メジャー       |                                   |                     |              |                          |                 |                  |                                   |          | |
| 1st | 7th  | 2018年12月26日 | White Magic Love                  | チョコレートパフェ  | CD／配信     | ユニバーサルミュージック | UICZ-5107       | 10位             | -                                 | ８,647枚 | 2019年1月、テレビ朝日系列「musicるTV」エンディングテーマ                                                                        |
| 2nd | 8th  | 2019年3月27日  | さくらヒラヒラ                    | さくらシルエット    | CD／配信     | ユニバーサルミュージック | UICZ-5109       | 7位              | -                                 | 12,852枚 | 2019年4月、テレビ朝日系列「お願い！ランキング 」 エンディングテーマ                                                             |
| 3rd | 9th  | 2019年9月25日  | ハロウィンモンスター/刹那Twilight | 両A面               | CD／配信     | ユニバーサルミュージック | UICZ-5114       | 6位              | -                                 | 20,178枚 | 「ハロウィンモンスター」はDA PUMPのTOMOによる振付(通称おふだんす)                                                               |
| 4th | 10th | 2020年3月25日  | Daydream／紫紺野牡丹              | 両A面               | CD／配信     | ユニバーサルミュージック | UICZ-5127       | 6位              | -                                 | 13,696枚 | 「Daydream」:2020年6月、フジテレビ系音楽番組「Love music」6月度エンディングテーマ                                               |
|     |      | インディーズ   |                                   |                     |              |                          |                 |                  |                                   |          | |
|     | 11th | 2020年12月29日 | 初恋キャンディ                    | 赤いマフラー        | CD／配信     | Fantastic Music          | FMSC-0052～55   | -                | -                                 |          | |
|     | 12th | 2021年08月25日 | Be mermaid                        | 夏の被写体          | CD／配信     | Fantastic Music          | FMSC-0056～59   | -                | -                                 |          | |

### アルバム
| 枚  | 発売日         | タイトル     | 収録曲 | 販売形態 | レーベル        | 商品コード | Billbord週間順位 | オリコン週間順位 | 備考 |
| --- | -------------- | ------------ | --- | -------- | --------------- | ---------- | ---------------- | ---------------- | ---- |
| 1st | 2018年10月1日  | Ring         | 01. さくらシンデレラ 02. 未来プロローグ 03. 夏恋クレシェンド 04. ほしがりガール 05. 再会は突然に 06. PROTOSTAR 07. ねこカブリーナ 08. 最後の恋人 09. さくらの木の下で 10. Ring ～Holy land～ | CD       | Fantastic Music | FMSC-0044  |                  |                  |      |
| 2nd | 2022年10月25日 | 千夜一夜物語 | 01.千夜一夜物語 02.花日傘 short 03.花日傘 04.dream a ster 05.大好きよ～ハマコイ～ 06.キス距離 07.僕らのユートピア 08.君はサンタクロー 09.粉雪ノスタルジア 10.未来の透明度 11.君がいる場所    | CD       | Fantastic Music | FMSC-60    |                  |                  |      |

### さくらシンデレラ、SJEグループ楽曲一覧
2022年12月15日現在
太字は音源化未済
- ハロウィンモンスター
- 僕らのユートピア
- チョコレートパフェ
- ぐるぐるワンワン
- Ring Holy land
- てのひら
- さくらシルエット
- Marvelous Rain
- 新Marvelous Rain
- デラスキ
- 夏恋クレシェンド
- 君がいる場所
- 赤いマフラー
- ほしがりガール
- 紫紺野牡丹
- 千夜一夜恋物語
- さくらシンデレラ
- 最後の恋人
- 君はサンタクロース
- 夏の被写体
- 花日傘
- 花日傘 -Short-
- PROTOSTAR
- 千年桜
- 刹那Twilight
- ねこカブリーナ
- 未来プロローグ
- 片耳ラブソング
- キス距離
- すれ違い。片思い。
- 初恋キャンディ
- Be mermaid
- 戦国桜絵巻
- White magic love
- 名前のない花
- 粉雪ノスタルジア
- さくらヒラヒラ
- きらめきダイアリー
- さくらの木の下で
- 再会は突然に
- Daydream
- 大好きよ～ハマコイ～
- 23:59
- Sakura Again

- Blue moon light
- 流星のシャワー
- Dream Fantasy
- 真夏の果実
- ありがとう、大好き

- 星のピアス
- 負けないで（カバー）
- いちご改革宣言
- dream a star
- Sun shine
- Yaiyai

- Thunder Clap（音源化：24o'clock）
- Crazy Game（音源化：24o'clock）
- スリル（カバー）
- 涙

- 桜雲 （ONE＋ONE＋ONE）
- 未完成の私たち（ONE＋ONE＋ONE）（音源化：BLUU）
- あなたのハートにピンポンダッシュ（ONE＋ONE＋ONE）
- 待恋グラデーション（ONE＋ONE＋ONE）
- ループがとまらない（ONE＋ONE＋ONE）（音源化：BLUU）
- 未来の透明度（White lovers）
- 感情リフレクション（White lovers）
- 未来へSing a song（音源化：BLUU）
- Again, Again（音源化：BLUU）

- Sugar
- Blue Moon Light (少女の季節Ver)
- Forever
- テレパシー
- 忘れないで

- 一斉のSayHello
- アンビバレンス
- Breath on the voice
- Marvelousrain(さくらドールVer）
- Beat your heart
- 小悪魔達のカーニバル
- farewell
- 秘密のキスはディナーの後で
- 君だけがいない街
- 迷宮少女と黒い羽根
- ピンキーリングに花飾り

- 21st Century Girl
- 愛しい人
- 光りのラプソディー

### タイアップ
- さくらの木の下で（2017年7月、TBS『オー!!マイ神様!!』エンディングテーマ）[38]
- ほしがりガール（2018年2月、フジテレビ『全力！脱力タイムズ』のエンディングテーマ）
- Dream a star［派生ユニット 150 ］（2018年7月、フジテレビ『奇跡体験！アンビリバボー』のエンディングテーマ）
- White Magic Love（2019年1月、テレビ朝日系列「musicるTV」エンディングテーマ）
- さくらヒラヒラ（2019年4月、テレビ朝日系列「お願い！ランキング 」 エンディングテーマ）
- ハロウィンモンスター（2019年10月、テレビ朝日系列「musicるTV」オープニングテーマ）
- Daydream（2020年6月、フジテレビ系音楽番組「Love music」エンディングテーマ）

## 出演

### テレビ
- COUNT DOWN TV（TBSテレビ）[8]
- リテイク 時をかける想い（東海テレビ）[39]
- 真夜中のおバカ騒ぎ!〜愛の告白バトル〜（千葉テレビ）[2]
- さくらふぁみりあ（TOKYO MX）- 冠番組[2]
- Music B.B.（TOKYO MXなど）- レギュラーコーナー[2]

### ウェブテレビ
- 生のアイドルが好き - 中田花奈（乃木坂46）、松村沙友理（乃木坂46）と共演[7]
- 矢口真里の火曜The NIGHT[40][41]、AbemaTV）
- ABEMA BOATRACE CAMPUS クロちゃんとクルーちゃん（2022年4月1日 - 2023年3月31日、ABEMA） - 美和のみボートレースガールズとして出演
- ABEMA BOATRACE SPACE『クロちゃんとクルーちゃん2nd』（2023年4月7日 - 2024年3月29日、ABEMA） - 美和のみボートレースガールズとして出演
- ABEMA BOATRACE COLORS『クロクルパレット』（2024年4月5日 - 、ABEMA）美和のみ

### ラジオ
- 東海ラジオミッドナイトスペシャル 〜金シャチ劇場〜内「さデラジ」（東海ラジオ、2018年1月～3月）- 冠番組[7]
- さくらシンデレラのかわいいとこ、もっとちょうだい！（FM FUJI、2021年7月5日 - 2023年6月30日、毎週月曜日、冠番組）
- さくらシンデレラの目指せ!トークシンデレラ（ニッポン放送、2022年5月14日 - 、毎週土曜日、冠番組）

### 雑誌
- MARQUEE（2017年10月10日発売号(VOL.123) - ）[8]
- MARQUEE（2017年12月10日発売号(VOL.124) - ）
- MARQUEE（2018年2月10日発売号(VOL.125) - ）
- MARQUEE（2018年4月10日発売号(VOL.126) - ）
- MARQUEE（2018年6月10日発売号(VOL.127) - ）
- MARQUEE（2018年8月10日発売号(VOL.128) - ）[7]
- MARQUEE（2018年10月10日発売号(VOL.129) - ）
- MARQUEE（2018年12月10日発売号(VOL.130) - ）[2]

### CM
- ルーセント （2017年6月28日 - ）- 軟式テニスブランドの公式キャラクターとして1年間活動[8]
- 福建ホーム（2017年11月 - ）[7]

### 大型ライブ
- 2016年8月16日、Zepp NAGOYAにて3rdワンマンライブを開催。1523人を動員[8]。
- 2017年2月14日、結成836日目に、東京・中野サンプラザにてバレンタイン♡ワンマンライブを開催[8]。
- 2017年3月25日、東京・中野サンプラザのライブからわずか約40日で、Zepp NAGOYAにてワンマンライブ開催[8]。
- 2019年1月4日・5日、韓国のソウル「HONGDAE, ROLLING HALL」にて初の海外公演。最終日は立ち見がでるほどの集客をし、成功を収める[2]。
- 2022年3月1日、Spotify O-EASTにてSJE主催ライブ「IDOL STAGE FES. vol.1」を開催。5グループが出演する[42]。
- 2022年5月28日、神奈川県立県民ホールにてSJE主催ライブ「IDOL STAGE FES. vol.2」を開催。9グループが出演する[43]
- 2022年7月13日、なかのZERO大ホールにてSJE主催ライブ「IDOL STAGE FES special edition」を開催。のべ16グループが出演する[44]
- 2022年7月14日、なかのZERO大ホールにてSJE主催ライブ「IDOL STAGE FES. vol.3」を開催。7グループが出演する[45]
- 2022年11月21日、なかのZERO大ホールにてSJE主催ライブ「IDOL STAGE FES. vol.4」を開催。10グループが出演する[46]

## 姉妹グループ
- 活動中
  - MILLE FLEURS
- 活動終了
  - 4U
  - 150（イチゴゼロ）
  - 24o'clock
  - ONE＋ONE＋ONE
  - White lovers
  - BLUU

### 概要
「150（イチゴゼロ）」は「奇跡体験!アンビリバボー」のエンディング主題歌に「Dream a star」が選ばれた。
「24o'clock」はAbemaTV×カラオケの鉄人×週刊少年サンデーによる合同オーディション「極アツ★アイドル2018」において優勝を飾る。2018年12月26日に「Crazy Game」でユニバーサルミュージックよりメジャーデビュー。
その他に「ONE＋ONE＋ONE」という派生グループが存在する。

### 略歴
2018年
- 4月、姉妹グループ「4U」、「150（イチゴゼロ）」、「24o'clock」を結成。
- 11月25日、4つ目の姉妹グループ「ONE＋ONE＋ONE」デビュー。

2019年
- 3月17日、「150（イチゴゼロ）」から双葉みきな、南ララが卒業となり、事実上の無期限活動停止となる。
- 7月13日、「4U」解散。そして遺伝子を継ぐ5つ目の姉妹グループ「少女の季節」デビュー。
- 10月5日、「ONE＋ONE＋ONE」メンバー全員卒業に伴い、事実上の無期限活動停止となる。
- 11月6日、「少女の季節」から南咲カンナ、宇月紫亜、会沢衣梨那が脱退し、事実上の無期限活動停止となる。
- 12月22日、6つ目の姉妹グループ「White lovers」デビュー。同日の「SJE音楽祭」にて新曲「未来の透明度」が披露される。

2020年
- 1月13日、「24o'clock」が新宿アイドルステージでの解散ライブをもって解散。正式に解散とアナウンスされたのは当グループが初。
- 1月23日、「24o'clock」解散に伴い、専任メンバーだった入江ほ菜が「SJ Entertainment」初のソロアーティストとして、新宿アイドルステージにてソロライブを行い、暫定的にステージデビュー。
- 2月、『「White lovers」の新たな挑戦として、6日、13日、20日、27日の全4回の木曜日定期公演で、4回中3回、動員を40人以上達成で新曲をプレゼント！』と題しての企画を開催。無事に40人以上を動員した回数が3回以上となり、新曲を獲得。新曲の初披露予定だった4月11日のワンマンライブが新型コロナウイルスの関係で延期となった。6月27日、獲得曲「感情リフレクション」が披露される。
- 2月21日、先日ソロデビューをした「入江ほ菜」が「さくらシンデレラ feat.入江ほ菜」MIX公演にて、同日付で「さくらシンデレラ」の研究生「さくらシンデレラdream」への移籍を発表。同時に研究生と練習生の対バン出演時の合同グループ「リトルシンデレラ」への所属も決定。
- 4月3日、「White lovers」からYUKINOが一身上の都合による活動休止となる。5月8日、卒業となり、雪咲みうな、春田紗良、音羽りなの3人での活動となる。
- 8月11日、「White lovers」から春田沙良が体調不良による活動休止となる。8月27日、卒業となり、雪咲みうな、音羽りなの2人での活動となる。
- 10月20日、「White lovers」の活動終了と新グループのお披露目が告知される。10月25日、活動終了となる。同日、雪咲みうな、音羽りなの2人に、逢坂はつね、花野木風、桃瀬さりの3人を加え新グループ「BLUU」が結成、お披露目される。

2021年
- 5月1日、新生「イチゴゼロ」がお披露目され「芦沢愛花」「月乃星（あかり）」「紬楓」の3人体制でデビュー。7月4日、「雪白める」が加入し4人体制となる。12月12日に「月乃星」がSJE卒業、他三名が「イチゴゼロ」を卒業すると発表。同日解散ライブが挙行された。

2022年
- 11月27日、「BLUU」が秋葉原アイドルステージにてラストライブを行い、活動を終了した。

2023年
- 3月5日 7番目の姉妹グループ「MILLE FLEURS」がプレデビューした[47]。

## 関連
- 24o'clock
- BLUU